# Franco Rossetti
Franco Rossetti (Siena, 1 de outubro de 1930) é um crítico cinematográfico, roteirista e cineasta italiano.
Iniciou a carreira como assistente de direção na década de 1950 e em meados da década de 1960, escreveu roteiros de filmes como Romolo e Remo, Django e Zabriskie Point, entre outros, especializando-se em western.
Em 1967, dirigiu o seu primeiro filme, o spaghetti western El Desperado (o único do gênero em sua carreira de diretor), e uma dezena de dramas e comédias como Delitto al circolo del tennis, Una cavalla tutta nuda, Quel movimento che mi piace tanto, Il mondo porno di due sorelle, Nipoti miei diletti, Il lebbroso (um telefilme) e Al limite, cioè, non glielo dico, entre outros.
Em alguns trabalhos, Rossetti utilizou-se do pseudônimo de Fred Gardner.